# Audio Stream Input Output
Audio Stream Input Output (akronim ASIO) je protokol, za digitalni zvok z izredno majhno zakasnitvijo, ustvarili so ga pa pri Steinbergu.
Leta 2003 so Pinnacle Systems kupili Steinberg in od takrat razvoj novih različic protokola stoji.